# Đội tuyển Davis Cup Quần đảo Virgin thuộc Mỹ
Đội tuyển Davis Cup Quần đảo Virgin thuộc Mỹ đại diện Quần đảo Virgin thuộc Mỹ ở giải đấu quần vợt Davis Cup và được quản lý bởi Hiệp hội Quần vợt Quần đảo Virgin. Đội chưa thi đấu kể từ năm 2012.
Thành tích tốt nhất của đội là thứ 7 ở Nhóm III.

## Lịch sử
Quần đảo Virgin thuộc Mỹ lần đầu tiên tham gia Davis Cup vào năm 1998.